# スケルツォ 作品4 (ブラームス)
スケルツォ 変ホ短調 作品4 は、ヨハネス・ブラームスが1851年に作曲したピアノのためのスケルツォ。

## 概要
ブラームスが18歳だった1851年の夏季に完成されたこの楽曲は、正確な作曲時期が判明している最も古いブラームス作品である。また、彼が自作の中で最初に出版を決意した楽曲でもある。曲は友人のエルンスト・フェルディナント・ヴェンツェルへと献呈された。
独立した音楽作品としてのスケルツォとしてはショパンの4曲が有名である。ブラームスのこの楽曲にもショパンの先行作品の影響が強く感じられるが、ブラームス本人は後に否定したという。ブラームスのピアノ書法の特徴である重音、分厚い和音、対位法的な進行は本作の時点ですでにその姿を現している。

## 楽曲構成
Rasch und Feurig （素早くそして燃えるように） 3/4拍子 変ホ短調
通常はひとつであるトリオをふたつ持つ形で書かれている。スケルツォ部には展開要素が含まれており、自由なソナタ形式と看做すことができる。曲は途切れ途切れの主題により幕を開ける（譜例1）。
譜例1
2つ目の主題は左手の重音で示される譜例2で、ホルンの和音を想起させる。
譜例2
ひとつめのトリオはオクターヴの音程による順次進行となっており、これに右手がカノン風の掛け合いを演じる（譜例3）。
譜例3
ふたつ目のトリオは抒情的な趣を持ち、譜例4に示されるシンコペーションの出だしに続いてショパン風のアルペッジョの伴奏に乗った旋律が奏でられる。その終わりには譜例1の音型を持ち出し、スケルツォ部へ滑らかに回帰できるように配慮がなされている。
譜例4
最後には譜例2により最大音量で速度を上げ、重々しく和音を鳴らして終わりを迎える。